# Arturo García-Tizón
Arturo García-Tizón López, né le 28 février 1946, est un homme politique espagnol membre du Parti populaire (PP).
Il est élu député de la circonscription de Tolède lors des élections générales de 2008.

## Biographie

### Vie privée
Il est marié et père de trois enfants. 

### Études et profession
Scolarisé en primaire à l'institution des Frères maristes de Tolède, il réalise ses études supérieures à la prestigieuse université complutense de Madrid. Titulaire d'une licence en droit, il intègre l'École des inspecteurs financiers en 1975 puis devient membre du Corps supérieur des avocats de l'État. D'abord affecté auprès des services des délégations aux Finances, il travaille ensuite auprès des tribunaux de Pontevedra et Tolède ainsi qu'auprès de l'Audience territoriale de Madrid — devenue Tribunal supérieur de justice de la Communauté de Madrid. Il exerce également la profession simple d'avocat entre 1976 et 2000 à Pontevedra, Albacete, Tolède, Talavera de la Reina, Ciudad Real et Madrid.

### Député au Congrès
Il s'inscrit à l'Alliance populaire (AP) en 1978 et se porte candidat aux élections municipales d'avril de l'année suivante à Tolède. Élu conseiller municipal, il est choisi par ses pairs pour occuper un mandat de député à la députation provinciale de Tolède en représentation du district judiciaire homonyme.
En 1982, dans le cadre des troisièmes élections générales depuis le rétablissement de la démocratie, il se présente comme tête de liste dans la circonscription de Tolède. Remportant deux mandats sur les cinq à pourvoir grâce au soutien de 33,5 % des votants, il fait son entrée au Congrès des députés. Membre suppléant de la députation permanente, il siège à la commission des Budgets, à celle du Régime des administrations publiques et à celle du Contrôle parlementaire de RTVE.
Il remporte un nouveau mandat lors des élections législatives de juin 1986 et conserve ses responsabilités parlementaires.

### Secrétaire général d'Alliance populaire
La démission de Manuel Fraga de la présidence de l'Alliance populaire (AP) ouvre la voie à la tenue du septième congrès de la formation politique en février 1986. Après la destitution de Jorge Verstrynge par Fraga, Alberto Ruiz-Gallardón se charge de l'exercice intérimaire du secrétariat général. La facile victoire du président d'AP en Andalousie Antonio Hernández Mancha face à Miguel Herrero — soutenu par José María Aznar — permet la nomination d'Arturo García-Tizón au poste de secrétaire général d'Alliance populaire,.
Au mois de mai 1987, il est investi candidat à la présidence de la Junte des communautés de Castille-La Manche face au socialiste José Bono lors des élections régionales du mois suivant. Candidat dans la circonscription autonomique de Tolède, il renonce immédiatement à son mandat régional afin de rester au Congrès des députés. Son parti est en effet tenu en échec par le PSOE qui conserve sa majorité absolue aux Cortes de Castille-La Manche. Il devient, en revanche, membre titulaire de la députation permanente de la chambre basse des Cortes Generales en juillet 1987 et intègre la commission constitutionnelle.

### Retrait temporaire
Il abandonne la politique à la fin de son mandat de député en septembre 1989 et retourne exercer la profession d'avocat. Peu après la nomination du deuxième gouvernement de José María Aznar, en mai 2000, il est nommé avocat général de l'État et directeur du Service juridique étatique, sur proposition du ministre de la Justice Ángel Acebes,. Il est révoqué en avril 2004 après le retour des socialistes de José Luis Rodríguez Zapatero au pouvoir.

### Président de la députation de Tolède
Dans l'optique des élections municipales de mai 2011 à Tolède, il est investi en deuxième position sur la liste de Paloma Barredo afin d'opter à un mandat de député provincial,. Alors que le PP s'incline devant Emiliano García-Page au niveau municipal, les conservateurs remportent la majorité absolue des sièges de la députation provinciale de Tolède. Président du Parti populaire de Tolède, il est investi président de l'institution provinciale de gouvernement le 8 juillet suivant.
Candidat à sa succession en mai 2015, le parti perd sa majorité absolue et nécessite l'appui d'une autre formation pour conserver l'exécutif provincial. Proposant son propre retrait à Ciudadanos pour que le PP obtienne les voix nécessaires, le parti social-démocrate choisit de soutenir le PSOE. García-Tizón est ainsi remplacé par le socialiste Álvaro Gutiérrez en juin suivant,. Il annonce, en juin 2017, son retrait de la vie politique locale.

### Retour au Congrès des députés
Investi tête de liste lors des élections générales de mars 2008,, sa liste remporte 51,24 % des voix et trois de six sièges en jeu. Titulaire à la députation permanente, il est choisi comme porte-parole parlementaire adjoint, sous l'autorité de Soraya Sáenz de Santamaría. Il intègre également les commissions de la Justice, de la Politique territoriale, du Règlement et la commission constitutionnelle. Il conserve son mandat à l'occasion des élections législatives de novembre 2011 et devient président de la commission constitutionnelle ainsi que membre de la délégation espagnole à l'Assemblée de l'Union interparlementaire (UIP).
Lors des élections générales de décembre 2015, il est rétrogradé à la deuxième place sur la liste de la secrétaire générale du Parti populaire María Dolores de Cospedal,. Réélu, il abandonne la présidence de sa commission pour prendre celle de la commission de l'Économie et de la Compétitivité. Il est reconduit dans les mêmes fonctions après la tenue du scrutin anticipé de juin 2016.
Après la victoire de Pablo Casado lors du 19e congrès du PP, au cours duquel il soutient Sáenz de Santamaría, il est relevé de la présidence de la commission de l'Économie et des Entreprises au profit de l'ancien ministre des Finances Cristóbal Montoro. Il ne se représente pas lors des élections générales d'avril 2019.